# غابرييل سارا
غابرييل سارا هو لاعب كرة قدم برازيلي في مركزي الوسط، ولد في 26 يونيو 1999 في جوينفيل في البرازيل. لعب مع نادي ساو باولو.

## وصلات خارجية
- غابرييل سارا على موقع قاعدة بيانات كرة القدم.إي يو (الإنجليزية)
- غابرييل سارا على موقع Soccerbase.com (لاعب) (الإنجليزية)
- غابرييل سارا على موقع Soccerway.com (الإنجليزية)